# Kristoffer Zachariassen
Kristoffer Zachariassen, né le 27 janvier 1994 à Sotra en Norvège, est un footballeur international norvégien qui joue au poste de milieu central au Ferencváros TC.

## Biographie

### Nest-Sotra Fotball
Né à Sotra en Norvège, Kristoffer Zachariassen commence le football au Nest-Sotra, où il évolue dans les divisions inférieures du football norvégien.

### Sarpsborg 08 FF
En janvier 2017 Zachariassen rejoint le Sarpsborg 08 FF, le transfert est annoncé dès le mois d'août 2016 pour la saison suivante. C'est avec ce club qu'il découvre la première division norvégienne, jouant son premier match dès la première journée de la saison 2017, le2 avril 2017 face au Sogndal Fotball. Titularisé au milieu de terrain aux côtés de Matti Lund Nielsen, Zachariassen se distingue en inscrivant également son premier but ce jour-là, participant à la victoire de son équipe sur le score de trois buts à un.

### Rosenborg BK
Kristoffer Zachariassen s'engage avec le Rosenborg BK le 4 décembre 2019, pour un contrat de quatre ans. Il joue son premier match sous ses nouvelles couleurs le 16 juin 2020 lors de la première journée de la saison 2020 contre le Kristiansund BK. Les deux équipes se séparent sur un score nul (0-0).
Il devient un joueur important du Rosenborg BK, devenant notamment le meilleur buteur du club sur la saison 2020 avec douze réalisations.
Le 20 mai 2021, Zachariassen se fait remarquer en réalisant un triplé, lors d'une rencontre de championnat face au SK Brann. Titularisé, il permet ce jour-là à son équipe de s'imposer par trois buts à deux,.

### Ferencváros TC
Le 15 juillet 2021, Kristoffer Zachariassen s'engage en faveur du Ferencváros TC,. 
Il joue son premier match sous ses nouvelles couleurs cinq jours plus tard, lors d'une rencontre qualificative pour la Ligue des champions face au FK Žalgiris Vilnius. Il entre en jeu et son équipe l'emporte ce jour-là (2-0). Le 27 octobre 2021 il marque ses deux premiers buts pour le club, lors d'une rencontre de coupe de Hongrie face au Tököl VSK. Titulaire, il participe à la victoire par sept buts à zéro de son équipe.

### En sélection
En mai 2021, Kristoffer Zachariassen est convoqué pour la première fois avec l'équipe nationale de Norvège par le sélectionneur Ståle Solbakken. Il honore sa première sélection lors de ce rassemblement, le 6 juin 2021, lors d'un match amical contre la Grèce. Il est titularisé au poste d'ailier gauche et son équipe s'incline par deux buts à un,.

## Palmarès
Avec Ferencváros TC, il est champion de Hongrie en 2022, 2023 et 2024 et remporte la Coupe de Hongrie en 2022 avant d'être finaliste en 2024.